# Xenophrys jinggangensis
Xenophrys jinggangensis é uma espécie de anfíbio anuro da família Megophryidae. Está presente na China. A UICN classificou-a como quase ameaçada.